# Мина Пашов
Хаджи Мина Хаджиянков Пашов е български възрожденски деец.

## Биография
Роден е през 1838 г. в Йерусалим. През 1856 г. завършва образованието си в Сливен. В 1851 – 1852 г. сътрудничи на Георги Раковски във въстаническата акция в българските земи. Поддържа връзка с българската революционна емиграция в Румъния. По-късно се установява в Одеса. Сред основателите е на Българското книжовно дружество. Председателства заседанията в периода 26 – 30 септември 1869 г., когато се приема устава на дружеството. През 1870-те години подпомага със средства българското освободително дело. По време на Руско-турската война снабдява руските войски с храни. Умира на 13 декември 1881 г. в Петербург, Руска империя.